# Чудово-Кировское
Чудово III-Кировское — станция на линии Волховстрой-1 - Чудово-1 Санкт-Петербургского отделения Октябрьской железной дороги. Станция находится в черте города Чудово.

## Пригородное сообщение
Через станцию с остановкой по ней проходит электропоезд ср,сб,вс 6048/6047 сообщением Чудово-I - Волховстрой-I, а в сторону Чудово-I проходит электропоезд ср,сб,вс 6041/6042 Волховстрой-I - Чудово-I